# Политические заключённые.eu
Ассоциация «Политические заключенные.eu» (чеш. Spolek Političtí vězni.cz) — чешская ассоциация, занимающаяся в основном вопросами политических заключенных коммунистического режима в Чехословакии. Ассоциация собирает устные исторические свидетельства бывших политзаключенных и пытается популяризировать их историю различными способами. В частности, она выпустила несколько публикаций и восстановила образовательную тропу «Яхимовский ад» в Яхимове. Организация является членом Платформы европейской памяти и совести.

## Деятельность

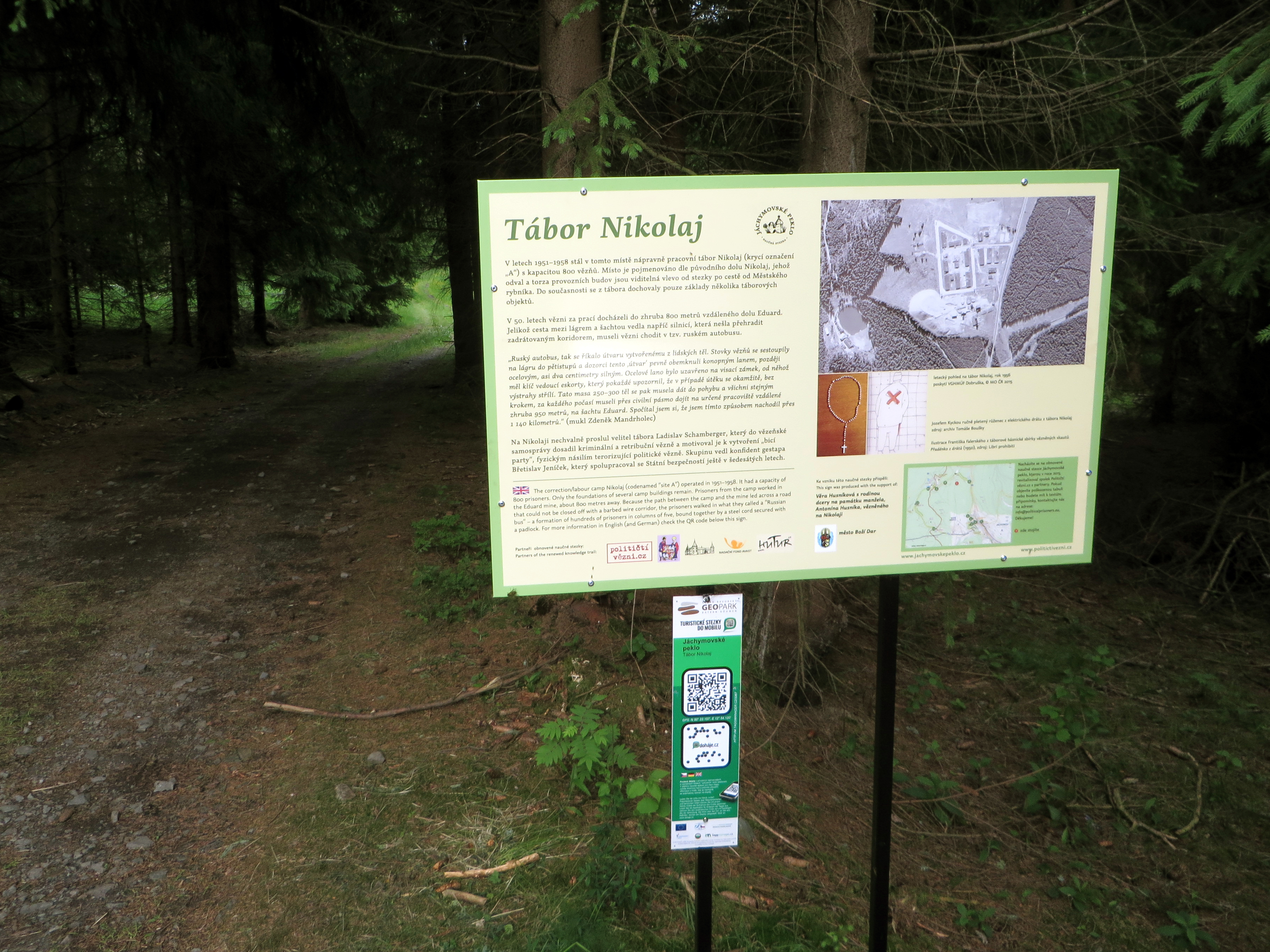
Информационная доска природной тропы «Яхимовский ад» на месте Николаевского трудового лагеря

Организация была создана как неформальная студенческая инициатива с целью записи интервью с бывшими политическими заключенными коммунистического режима. В 2008 году был запущен веб-сайт ассоциации и опубликована книга на английском языке с подробным изложением историй заключенных мужчин и женщин, а в следующем году — расширенное издание на чешском языке. В 2010 году неформальная инициатива была преобразована в гражданское объединение. В том же году ассоциация впервые приняла участие в конференции «Форум 2000». В 2012 году для этого же мероприятия была подготовлена панель, посвященная женщинам, находящимся в заключении, а в 2013 году — панель, посвященная преодолению прошлого. В 2014 году ассоциация приняла участие в фестивале «Бархатное просвещение», посвященном судьбе женщин, заключенных в 1950-х годах, и их детей.
В 2011 году члены ассоциации создали документальный фильм «К. Ч. — портрет политзаключенной» (режиссер Томаш Бушка) о бывшей политзаключенной Карле Чарватовой. Премьера документального фильма состоялась в кинотеатре «Светозор» 17 ноября 2011 года.
Ассоциация уделяет большое внимание бывшим трудовым лагерям, особенно тем, которые находятся в Яхимовском крае. Среди прочих мероприятий она периодически организует экскурсии, например, в 2012 и 2013 годах для участников образовательного проекта «Следы тоталитаризма». В 2014 году ассоциация сотрудничала с кафедрой географии факультета естественных наук Университета Яна Евангелисты Пуркине (UJEP) в Усти-над-Лабем в создании виртуальной 3D-модели яхимовского трудового лагеря «Сворность».
В 2015 году ассоциация восстановила тропу «Яхимовский ад», которая ведет через бывшие трудовые лагеря на урановых рудниках, действовавших в районе Яхимова. Средства на реконструкцию тропы были частично собраны краудфандингом при поддержке музыкальной группы «The Tap Tap». Обновленная тропа была открыта 27 июня 2015 года в День памяти жертв коммунистического режима в присутствии бывших политзаключенных Ханы Трунцовой, Зденека Мандролека и Франтишека Вендла. Вечером группа «The Tap Tap» дала гала-концерт в Яхимове. За повторное открытие тропы в сотрудничестве с инвалидами-колясочниками и музыкантами с ограниченными физическими возможностями ассоциация вошла в пятерку финалистов премии «Мосты» 2015 года (в категории негосударственной организации), присуждаемой Национальным советом инвалидов.

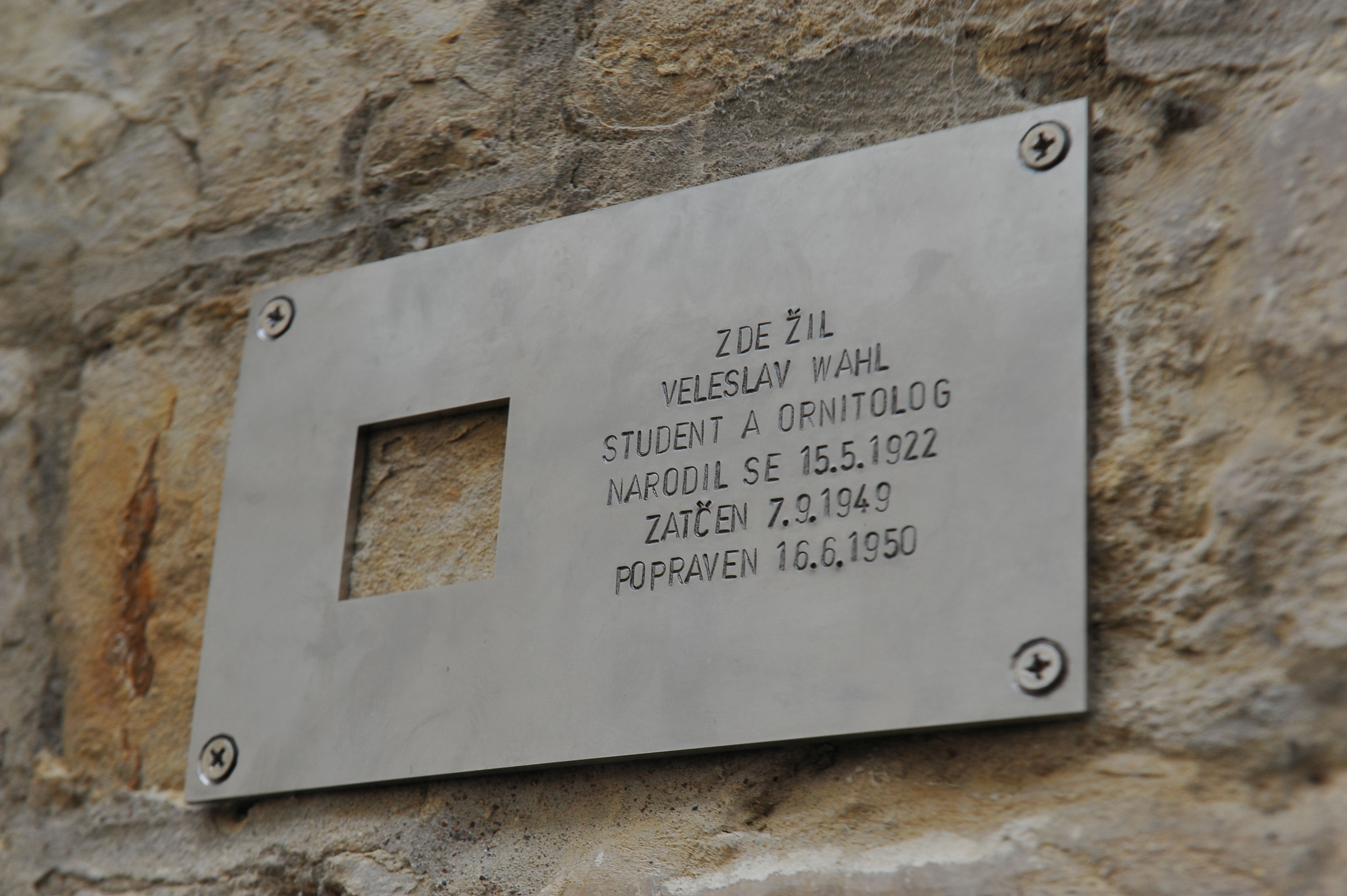
Мемориальная доска «Последний адрес» в память о казненном студенте Велеславе Вале

В 2015 году ассоциация участвовала в подготовке чешской части проекта «Последний адрес», посвященного памяти жертв коммунистического режима. В 2016 году ассоциация сотрудничала в организации международной конференции «Яхимов в XX веке — место памяти европейской истории в Яхимове». В 2017 году ассоциация начала проводить экскурсии по местам коммунистической истории.
В 2019 году ассоциация начала сотрудничать с некомерческой организацией «EUTIS» и общественной благотворительной организацией «Die Berlin-Brandenburgische Auslandsgesellschaft (BBAG) Potsdam» в рамках образовательного проекта, направленного на передачу знаний о современной истории через места памяти.

## Книги
- Чехословацкие политические заключенные: истории жизни 5 мужчин и 5 женщин — жертв сталинизма (2008)
- Чешско-политические новости: Животни пршибеги (2009) ISBN <bdi id="mwXQ">978-80-254-5825-9</bdi> .
- Чехословацкие политические заключенные: истории жизни 5 мужчин и 5 женщин, ставших жертвами сталинизма (2016, второе исправленное издание)

## Внешние ссылки
- Bouška, Tomáš. Czechoslovak Political Prisoners: Life Stories of 5 Male and 5 Female Victims of Stalinism / Tomáš Bouška, Klára Pinerová. — 2. — Prague : Političtí vězni.cz, 2016. — ISBN 978-80-260-8412-9.
- Klusáková, Renata (4 января 2018). Tomáš Bouška: Kouzelná aura humoru pomáhala muklům přežít. Český rozhlas Vltava (чешск.). Дата обращения: 22 марта 2019.
- Bouška, Tomáš. Uran – místo páměti (чеш.). Georg Eckert Institut. Дата обращения: 22 марта 2019.

[[Категория:Организации, основанные в 2010 году]] [[Категория:Организации Праги]]